# Lijst van Belgische deelnemers aan de Paralympische Winterspelen 2014
Deze lijst van Belgische deelnemers aan de Paralympische Winterspelen 2014 in Sotsji geeft een overzicht van de sporters die zich hebben gekwalificeerd voor de Spelen.
| Paralympiër    | Sport       | Onderdeel                           | Ervaring |
| -------------- | ----------- | ----------------------------------- | -------- |
| Denis Colle    | Snowboarden | Snowboardcross                      | Debutant |
| Jasper Balcaen | Alpineskiën | Slalom, staand Reuzenslalom, staand | Debutant |